# Szent-Ivány Kinga
Szent-Ivány Kinga Imola (Marosvásárhely, 1976. augusztus 10. –) romániai magyar táncművész, táncpedagógus, koreográfus.

## Életpályája
1984–1988 között a Kolozsvári Balettintézet diákja volt. 1988 óta él Magyarországon. 1988–1995 között a Magyar Táncművészeti Főiskola balett szakán tanult. 1992–1994 között Földi Béla együttesének tagja volt. 1994–1996 között Ladányi Andrea együttesében szerepelt. 1996–2000 között Román Sándor tánctársulatának tagja volt. 2000–2004 között ugyanitt elvégezte a moderntánc-pedagógus szakot. 2000–2006 között a Közép-Európa Táncszínház társulatának tagja volt. 2000–2007 között a martfűi Moderntáncműhely művészeti vezetőjeként dolgozott. 2003–2007 között a Színház- és Filmművészeti Egyetem koreográfus szakán tanult Fodor Antal és Iglódi István osztályában. 2005 óta a Keleti István Művészeti Iskola oktatója. 2006–2008 között Bozsik Yvette Társulatának tagja. 2010 óta a Nemes Nagy Ágnes Művészeti Iskola valamint a Színház- és Filmművészeti Egyetem tanára.

## Magánélete
2006-ban házasságot kötött Vida Gáborral. Egy fiuk született: Zalán (2008).

## Színházi munkái
A Színházi Adattárban regisztrált bemutatóinak száma: színészként: 12; koreográfusként: 3.

### Színészként
- Bernstein: West Side Story....
- Bart: Oliver!....
- William Shakespeare: Vízkereszt, vagy amit akartok....
- Jacobi Viktor: Leányvásár....
- Kálmán Imre: Csárdáskirálynő....Aranka
- Tóth Ede: A falu rossza....
- Móricz Zsigmond: Úri muri....
- Schwajda György: A rátóti legényanya....
- William Shakespeare: Szentivánéji álom....A tündér
- Bock: Hegedűs a háztetőn....Sprince

### Koreográfusként
- Kormos István: Vackor (2005)
- Kocsák-Nagy: Járom az utam (2006)
- Hámos György: Mici néni két élete (2010)

## Díjai
- Pedagógusi Nívódíj (2005)
- Fülöp Viktor-ösztöndíj (2007)